# Proevippa
Genre
Synonymes
- Chaleposa Simon, 1910

Proevippa est un genre d'araignées aranéomorphes de la famille des Lycosidae.

## Distribution
Les espèces de ce genre se rencontrent en Afrique australe.

## Liste des espèces
Selon World Spider Catalog (version 17.0, 19/04/2016) :
- Proevippa albiventris (Simon, 1898)
- Proevippa biampliata (Purcell, 1903)
- Proevippa bruneipes (Purcell, 1903)
- Proevippa dregei (Purcell, 1903)
- Proevippa eberlanzi (Roewer, 1959)
- Proevippa fascicularis (Purcell, 1903)
- Proevippa hirsuta (Russell-Smith, 1981)
- Proevippa lightfooti Purcell, 1903
- Proevippa schreineri (Purcell, 1903)
- Proevippa unicolor (Roewer, 1960)
- Proevippa wanlessi (Russell-Smith, 1981)

## Publication originale
- Purcell, 1903 : New South African spiders of the families Migidae, Ctenizidae, Barychelidae Dipluridae, and Lycosidae. Annals of the South African Museum, vol. 3, p. 69-142 (texte intégral).